# راک‌استار (ترانه لیسا)
«راک‌استار» (انگلیسی: Rockstar) ترانه‌ای از رپر و خواننده تایلندی لیسا است. این ترانه توسط Lloud و آرسی‌ای رکوردز در ۲۸ ژوئن ۲۰۲۴ منتشر شد. این اولین فعالیت انفرادی پس از سه سال و اولین ترانهٔ او زیر نظر Lloud و آرسی‌ای پس از جدایی از وای‌جی انترتینمنت و اینترسکوپ رکوردز در سال ۲۰۲۳ است.

## فهرست قطعات
- دانلود دیجیتال و استریم

1. «راک‌استار» – ۲:۱۸
2. «راک‌استار» (extended) – ۲:۴۴
3. «راک‌استار» (instrumental) – ۲:۱۳
4. «راک‌استار» (sped up) – ۱:۵۰
5. «راک‌استار» (slowed down) – ۲:۴۰

## اعتبارات و پرسنل
اعتبارات برگرفته از ملون و یوتیوب است:
- لیسا – وکال، ترانه‌سرا، آهنگساز
- رایان تدر – تهیه‌کننده، ترانه‌سرا، آهنگساز
- سم هومی – تهیه‌کننده، ترانه‌سرا، آهنگساز
- دیلسی – ترانه‌سرا، آهنگساز
- لوسی هیلی – ترانه‌سرا، آهنگساز
- جیمز اسین – ترانه‌سرا، آهنگساز
- کوک هارل – تهیه‌کننده وکال
- آنجلیکا دورمن – مهندسی وکال
- سربن گنا – میکس
- بربس بوردون – دستیار مهندسی صدا
- رندی مریل – مسترینگ

## جدول‌های موسیقی
| جدول (۲۰۲۴)                                  | بهترین جایگاه |
| -------------------------------------------- | ------------- |
| دانلود کره جنوبی (گائون)                     | ۴۶            |
| فروش ترانه دیجیتال رپ ایالات متحده (بیلبورد) | ۸             |

## تاریخچه انتشار
| منطقه        | تاریخ        | فرمت                   | ورژن           | ناشر         | منابع |
| ------------ | ------------ | ---------------------- | -------------- | ------------ | ----- |
| مختلف        | ۲۸ ژوئن ۲۰۲۴ | دانلود دیجیتال استریم  | 5-track single | Lloud آرسی‌ای | [ ۵ ] |
| ایالات متحده | ۲ ژوئیه ۲۰۲۴ | Contemporary hit radio | ارجینال        | Lloud آرسی‌ای | [ ۶ ] |
| ایتالیا      | ۵ ژوئیه ۲۰۲۴ | رادیو ایرپلی           | ارجینال        | سونی ایتالیا | [ ۷ ] |